# 엘사 블러드스톤
엘사 블러드스톤(영어: Elsa Bloodstone)은 마블 코믹스의 슈퍼히어로 캐릭터이다. 마블 유니버스의 여러 괴수들을 상대하는 몬스터 헌터로 일찍이 존재했던 율리시스 블러드스톤의 딸이며, 컬런 블러드스톤의 동생이다. 2001년 12월 《블러드스톤》 1호에 처음 등장했고, 댄 애브닛과 앤디 래닝이 공동 창작하였다.